# 马房大桥
马房大桥，是中国广东省肇庆市一条已建（规划扩建）的大型公路、铁路桥梁，横跨北江连接四会市、大旺高新区与佛山市三水区。是当地第一条跨北江桥梁，于1984年12月竣工。
大桥为一座公路（G321国道）、铁路（三茂线）两用桥，两桥桥面处于同一平面上，各居一侧。大桥由中铁大桥局集团（原铁道部大桥工程局）设计并建造，大桥公路双车道宽9m，铁路为单线。公路桥全长919.6m，为14×64m简支正交异性板上承式栓焊钢箱梁桥，桥双箱，每孔有4条纵向工地焊缝；铁路桥全长1377m，其中正桥长913.6m，由14×64m简支下承式钢桁梁组成，主桁为平行弦三角形桁架，采用全悬臂拼装法架设。

## 大桥历史

### 建设历史
1984年12月，大桥完工。
1998年11月，马房大桥新建工程，北江公路大桥动工，总预算投资8106万元。
2000年2月2日，大桥新桥，北江公路大桥通车，全长2173米，其中主桥912米，桥宽12米。建成后北江大桥由双向2车道扩建至双向4车道。

### 运营历史
1993年6月，由单向收费改为双向收费。
2007年12月，提高收费标准，一至五类汽车收费标准分别调整为2元每次、10元每次、20元每次、35元每次、40元每次。
2010年3月，广东实施年票制，肇佛两地车辆互认，免收过桥费。
2016年12月，28日，广东取消年票制，肇庆地区保留马房大桥（桥向，三水方向）收费站，马房大桥（路向，肇庆侧）收费站取消并拆除。